# Kopfüber ins Glück
Kopfüber ins Glück (Originaltitel: Chacun sa chance, deutscher Titel auch: Jedem seine Chance) ist eine sowohl in einer französischen als auch in einer deutschen Version gedrehte Verwechslungskomödie unter der Regie von Hans Steinhoff und René Pujol. In der deutschen Version sind die Hauptrollen besetzt mit Jenny Jugo, Fritz Schulz und Szöke Szakall. Bei Kopfüber im Glück handelt es sich um die deutsche Version der in Paris hergestellten französischen Originalfassung. Es ist der erste einer Reihe von sechs Filmen, die von Hans Steinhoff in jeweils zwei Sprachen gedreht worden sind.
In der französischen Version spielen Jean Gabin, Renée Héribel und André Urban die Hauptrollen. Das Drehbuch beruht auf einer Geschichte von Bruno Hardt-Warden.

## Handlung
Die Handlung spielt im Paris der 1930er-Jahre in einer locker-jazzigen Wiener Operetten-Version: Marcel, der als  Schaufensterdekorateur arbeitet, bekommt von einem Unbekannten für ihn überraschend eine Karte fürs Theater geschenkt. Um angemessen gekleidet zu sein, „leiht“ er sich nach eigenem Gutdünken einen Frack aus dem Bestand seines Arbeitgebers. Im Theater begegnet er der Schokoladenverkäuferin Madeleine*, die sich sogleich in den elegant gekleideten jungen Mann, der äußerst charmant ist, verliebt. Um ihm ebenbürtig zu sein, zieht sie ihre Freundin Lily und den Revuestar Yvonne** ins Vertrauen, die Madeleine mit Hilfe der Kleidung aus dem Theaterfundus in eine Dame der Gesellschaft verwandeln. Marcel wird nun seinerseits auf die reizende junge Dame aufmerksam und macht ihr den Hof. So kommt es, dass beide, nachdem die Vorstellung beendet ist, zusammen noch ein Tanzlokal aufsuchen.
Eine aufgefundene Visitenkarte führt in der Folge dazu, dass man Marcel für Baron de Monteuil hält. So kommt es dazu, dass er auch die auf der Karte angegebene Adresse des Barons auf der Heimfahrt mit dem Taxi angeben muss. Er nimmt Madeleine mit in die Villa, in der sich zum Glück niemand weiter aufhält, und das junge Paar verbringt dort glückliche Stunden. Am nächsten Morgen jedoch naht Unheil, als Baron und Baronin Monteuil, die auf einer Reise waren, in ihr Haus zurückkehren. Die Baronin stößt, als sie ihr Schlafgemach betritt, nämlich auf Madeleine, die dort noch im Bett liegt. Sie glaubt nun, dass ihr Mann eine Affäre hat. Marcel sieht daraufhin nur noch eine Möglichkeit, um die Angelegenheit aufzuklären. Er erzählt, wie die Zusammenhänge wirklich sind. Madeleines Reaktion, mit der Marcel nicht unbedingt gerechnet hatte, macht ihn glücklich, denn sie gibt ihm zu verstehen, dass ihr ein Ehemann aus ihren eigenen Kreisen sehr viel lieber ist als ein Adliger.
* in der französischen Version Simone; ** in der französischen Version Colette und Mariette

## Produktionsnotizen und Hintergrund
Produziert wurde der Film von Marcel-Hellmann-Film zusammen mit Pathé Natan. Hellmann hatte bei der deutschen Fassung auch die Produktionsleitung.
In Frankreich lief der Film unter dem Titel Chacun sa chance am 19. Dezember 1930 in Paris an. In Deutschland kam er unter dem Titel Kopfüber ins Glück am 26. Januar 1931 in die Kinos. Die französische Filmversion lief in Griechenland unter dem Titel Mia nyhta, mia eftyhia und in Polen unter dem Titel Kazdemu jego los. Im deutschen Fernsehen wurde der Film erstmals am 6. November 1984 vom Sender DFF 2 gezeigt.
In der Frühzeit des Tonfilms wurden häufig Filme in mehreren Sprachfassungen hergestellt. Damit ersparte man sich die zu dieser Zeit technisch noch nicht ausgereifte Synchronisation. So spielten die Schauspieler der jeweiligen Sprachfassung die jeweilige Szene in den für alle Versionen gleichen Kulissen nach. Europäisches Zentrum für Mehrsprachen-Filmfassungen war Berlin, wo von zahlreichen deutschen Filmerfolgen (z. B. Der Kongreß tanzt (1931) und Die Drei von der Tankstelle (1930)) zwischen 1930 und 1936 auch französische und englische, bisweilen auch italienische und spanische Versionen hergestellt wurden. Der Pariser Vorort Joinville war zu dieser Zeit das französische Zentrum für die Herstellung solcher Mehrsprachenversionen-Filme. Die US-Filmproduktionsgesellschaft Paramount Pictures hatte die ehemaligen Pathé-Studios damals auf den neuesten Stand der Technik gebracht, was das Drehen solcher Mehrsprachen-Versionen erleichterte. Steinhoff war damals einer der ersten deutschen Regisseure, die in Joinville drehten. Kopfüber ins Glück vermittelt als Zeitdokument eine Vorstellung der Arbeitsweise Steinhoffs, die er zuvor Monat für Monat in seine Bühnenoperetten einbrachte, die er fürs Apollo-Theater inszenierte.
In der französischen Fassung gab Jean Gabin sein Film-Debüt. Mit Gaby Basset hatte er seine erste Ehefrau an seiner Seite, von der er sich inzwischen wieder getrennt hatte.

## Musik im Film
- Hallo, mein Liebling, wie geht es Dir? ..
- Kann man denn im Mondenschein ..
- Was wäre die Welt ohne Sonnenschein ..
- Für jedes Mädelchen kommt die Gelegenheit ..
- Kopfüber ins Glück ..

## Kritik
Karlheinz Wendtland führte dazu aus, dass das, was „in der Inhaltsangabe fast wie eine Klamotte“ erscheine, „so anmutig und bezaubernd gespielt“ worden sei, „fast so, als hätte die Pariser Atmosphäre die Dreharbeiten in Paris beflügelt“. Wendtland fuhr fort: „Zu solchen liebenswürdigen und amüsanten Filmen war damals Hans Steinhoff als Regisseur fähig, ehe er sich 1933 als Zugpferd zur Verbreitung nazistischer Ideologie einspannen ließ.“
Paul Ickes von der Filmwoche konnte dem Film überwiegend auch nur Gutes abgewinnen und schrieb: „Steinhoff hat hier eine leichtbeschwingte Regie geführt, und er hat Jenny Jugo zu neuem Filmleben geweckt. Das Ganze, über das sich das Publikum fast buchstäblich krummlacht, ist weder Operette noch Lustspiel; es ist ein kleines Singspiel, in dem nur Austin Egen, wie ich glaube, etwas stört. Luigi Bernauers Stimmaterial ist, von allen Besonderheiten abgesehen, sympathischer.“ Ickes meinte, dass Fritz Schulz und Szöke Szakall einen persönlichen Wettstreit austrügen, wer mit seiner Heiterkeit mehr Erfolg habe. Er konstatierte, dass beide „grundverschiedene Lustspieltypen“ seien, von denen auch jeder für sich allein einen Film in diese Richtung tragen könnte. Beiden gelänge jedoch das Kunststück, sich nicht gegenseitig totzuspielen. Auch dem übrigen Ensemble zollte Ickes Respekt, es sei singspielmäßig ausgezeichnet.
Wendtland war der Ansicht, dass der in den USA geborene Austin Egen „zweifellos der schwächere“ Sänger sei. Er verwies darauf, dass Horst H. Lange ihn […] nicht von ungefähr als „populären Schnulzensänger“ bezeichnet habe, der zudem noch „unvorteilhaft“ aussehe. Luigi (Ludwig) Bernauer, der auf verschiedenen Schallplattenmarken Refrainsänger gewesen sei, habe damals die meisten Pseudonyme in diesem Beruf besessen.
Bei berlinien.de war zu lesen, dass der Film als „unterhaltsam, amüsant und komödiantisch“ bezeichnet worden sei. Wenn man auf Komödie stehe, werde man 76 Minuten lang „gut unterhalten“.